# Unirea Tricolor Bucureşti
El Unirea Tricolor Bucarest fue un equipo de fútbol de Rumania que alguna vez jugó en la Liga I, la primera división de fútbol en el país.

## Historia
Fue fundado en el año 1926 en la capital Bucarest tras la fusión de los equipos Unirea Bucarest (fundado en 1924) y el Tricolor Bucarest (fundado en 1914) y fue uno de los equipos más fuertes de Rumania durante el periodo de entreguerra, ganando el título de la Liga I en la temporada de 1940/41.
Debido al régimen comunista en Rumania a mediados de la década de los años 1940s, el club fue tomado por el Ministerio de Asuntos Internos, y el 14 de abril de 1948 fue fusionado con el Ciocanul Bucarest para crear a dos equipos similares: el Dinamo A (Ciocanul) y Dinamo B (Tricolor), Dinamo A jugaría en la Liga I y Dinamo B en la Liga II.
En 1950 Dinamo B fue trasladado a la ciudad de Brasov y cambió su nombre por el de Dinamo Brasov, y para la temporada de 1956/57 lo trasladaron a la ciudad de Cluj-Napoca solo para desaparecer al terminar la temporada de 1957/58 y sus jugadores fueron a pasar al Dinamo Bacău.

## Palmarés
- Liga I (1): 1940–41
- Liga II (4): 1938–39, 1946–47, 1948–49, 1950

## Jugadores

### Jugadores destacados
| - Constantin Rădulescu - Petre Rădulescu - Ştefan Cârjan - Traian Iordache - Ion Bogdan | - Valeriu Niculescu - Titus Ozon - Gheorghe Petrescu - Petre Steinbach - Alexandru Ene |